# Amt Müllheim
Das Amt Müllheim war in napoleonischer Zeit eine Verwaltungseinheit im Süden des Großherzogtums Baden. Es bestand von 1810 bis 1813.

## Geschichte

### Historischer Hintergrund

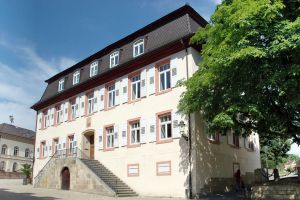
Das ehemalige Amtshaus, heute Sitz des städtischen Verkehrsamtes

Das im Markgräflerland gelegene Amt hatte seine Wurzeln in der im hohen Mittelalter entstandenen Herrschaft Badenweiler, die 1503 an das Haus Baden gefallen war. Als Teil der Markgrafschaft Baden firmierte sie als Oberamt der Herrschaft Badenweiler, der noch weitere Neuerwerbungen zugeordnet waren. Nachdem Burg Baden im Laufe des Holländischen Krieges 1677 zerstört worden war, wurde ihr Sitz in die Ortschaft Müllheim verlegt.
Mit dem Reichsdeputationshauptschluss von 1803 konnte die zum Kurfürstentum aufgewertete Markgrafschaft erhebliche Gebietsgewinne verzeichnen. Daher wurde im gesamten Land eine neue Verwaltungsgliederung eingeführt. In diesem Raum entstand das Oberamt Badenweiler, dem auch noch die Orte der vom Fürstbistum Basel zu Baden gekommenen Landvogtei Schliengen zugeordnet wurden. Sie bildeten dort ein eigenständiges Amt.

### Zeit seines Bestehens
In Umsetzung des Novemberedikts von 1809 wurde das Oberamt Badenweiler Anfang 1810 aufgehoben, das stattdessen entstandene Amt Müllheim dem neu errichteten Wiesenkreis zugewiesen. Es umfasste neben den von dort stammenden Orten Müllheim, Badenweiler, Oberweiler, Niederweiler, Schweighof, Sirnitz, Lipburg, Sehringen, Zunzingen, Hügelheim, Zienken, Buggingen, Betberg, Britzingen, Dattingen, Muggardt, Seefelden, Laufen, St. Ilgen, Gallenweiler, Güttigheim, Sulzburg, Sengelberg, Ballrechten, Kastelhof, Ober- und Niederottingen. Hinzu kamen Vögisheim vom Oberamt Schliengen, Auggen und Hach, vom Oberamt Rötteln sowie vom Obervogteiamt Heitersheim noch Neuenburg. Für Kriminaluntersuchungen zuständig wurde das Amt Lörrach.
Nachdem die Aufhebung der Patrimonialgerichtsbarkeit 1813 eine einheitliche Zuständigkeit der Verwaltungsbehörden ermöglicht hatte, wurde das Amt Müllheim in das Bezirksamt Müllheim umgewandelt.

## Weitere Entwicklung
Das Bezirksamt Müllheim wurde, nach mehrfacher Vergrößerung, 1939 in den Landkreis Müllheim umgewandelt. Im Zuge der Kreisreform Anfang 1973 wurde er aufgelöst, dabei wechselten Müllheim und Umgebung zum neu gegründeten Landkreis Breisgau-Hochschwarzwald.

## Leiter der Verwaltung
Als Erster Beamter vorgesehen war, unter dem Titel eines Oberamtmannes, der Regierungsrat Frank aus Bischofsheim. Da dieser auf eigenen Wunsch dort verblieb, bekam der Regierungsrat Johann Carl Müller das Amt übertragen.